# Camp Point
Camp Point ist ein Village im Adams County im Westen des US-amerikanischen Bundesstaates Illinois. Im Jahr 2000 hatte Camp Point 1244 Einwohner. 
Der Journalist und Historiker Allan Nevins wurde am 20. Mai 1890 in Camp Point geboren. 

## Geografie
Camp Point liegt auf 40°20'30" nördlicher Breite und 91°30'54" westlicher Länge. Die Stadt erstreckt sich über 2,4 km², die  ausschließlich aus Landfläche bestehen.
Camp Point liegt 36 km östlich des Mississippi River, der die Grenze zu Missouri bildet. Rund 50 km östlich der Stadt fließt der Illinois River.
Durch den Ort verläuft in Ost-West-Richtung der U.S. Highway 24, auf den in Camp Point mehrere untergeordnete Straßen treffen. 
Durch Camp Point führt auch eine Bahnlinie der BNSF Railway. 

## Demografische Daten
Bei der Volkszählung im Jahre 2000 wurde eine Einwohnerzahl von 1244 ermittelt. Diese verteilten sich auf 469 Haushalte in 314 Familien. Die Bevölkerungsdichte lag bei 511,5 Einwohner pro Quadratkilometer. Es gab 515 Wohngebäude, was einer Bebauungsdichte von 211,8 Gebäuden je Quadratkilometer entsprach.
Die Bevölkerung bestand im Jahre 2000 aus 99,2 % Weißen, 0,1 % Indianern und 0,1 & Asiaten. 0,6 % gaben an, von mindestens zwei dieser Gruppen abzustammen. 0,5 % der Bevölkerung bestand aus Hispanics, die verschiedenen der genannten Gruppen angehörten. 
27,2 % waren unter 18 Jahren, 6,8 % zwischen 18 und 24, 26,2 % von 25 bis 44, 19,0 % von 45 bis 64 und 20,9 % 65 und älter. Das mittlere Alter lag bei 38 Jahren. Auf 100 Frauen kamen statistisch 88,5 Männer, bei den über 18-Jährigen 79,8.
Das mittlere Einkommen pro Haushalt betrug 31.094 US-Dollar (USD), das mittlere Familieneinkommen 43.646 USD. Das mittlere Einkommen der Männer lag bei 28.000 USD, das der Frauen bei 21.466 USD. Das Pro-Kopf-Einkommen belief sich auf 15.211 USD. Rund 9,5 % der Familien und 11,7 % der Gesamtbevölkerung lagen mit ihrem Einkommen unter der Armutsgrenze.